# Dream a Dream (album)
A Dream a Dream album az akkor 14 éves, walesi születésű brit szopránénekesnő, Charlotte Church harmadik önálló albuma, mely 2000-ben jelent meg, karácsonyi dalokból összeállított válogatásként. A lemez a megjelenési évében az Amerikai Egyesült Államok legtöbb példányban eladott karácsonyi lemeze lett, 1.077.000 eladott példánnyal, és alig másfél hónappal a megjelenése után, 2000. december 6-án platinalemez lett. 2008-as kimutatások szerint addig az évig összesen 1.630.000 példányt adtak el az albumból csak az Egyesült Államokban.

## Az album dalai
Az Egyesült Királyságban kiadott albumváltozatra 20 dal került fel, ezek az alábbiak:
1. "Dream a Dream" (Gabriel Fauré: Pavane)
2. "O Come All Ye Faithful"
3. "Little Drummer Boy"
4. "First Noel"
5. "Mary's Boy Child"
6. "Ding Dong Merrily On High"
7. "Winter Wonderland"
8. "Christmas Song"
9. "Hark The Herald Angels Sing"
10. "The Coventry Carol (Lully Lullay)"
11. "Joy To The World"
12. "When A Child Is Born"
13. "What Child Is This"
14. "God Rest Ye Merry Gentlemen"
15. "Draw Tua Bethlehem"
16. "Ave Maria"
17. "Gabriel's Message"
18. "O Holy Night"
19. "Lo How A Rose E'er Blooming"
20. "Silent Night"

Az Egyesült Államokban kiadott lemez ettől annyiban különbözött, hogy hiányzott róla a "First Noel" című dal. Megjelent viszont egy exkluzív különkiadása is a lemeznek, amely csak a Target áruházlánc üzleteiben volt kapható, ezen az eredeti 20 szám helyett 21 dal szerepelt, miután a lejátszási listába 18. számként bekerült az "O Tannenbaum" című dal is.

## Kiadása
Ez a lemez a korábbiakkal ellentétben az Amerikai Egyesült Államokban jelent meg először, ott már 2000. október 17-én kereskedelmi forgalomba került. Az Egyesült Királyságban csak bő egy hónappal később, 2000. november 20-án jelent meg a boltokban.

## Díjak, elismerések
A lemez az Amerikai Egyesült Államokban platinalemez, Kanadában, az Egyesült Királyságban és Hongkongban pedig aranylemez lett.